# Leptolalax minimus
Leptolalax minimus es una especie de anfibio anuro de la familia Megophryidae.

## Taxonomía y distribución
Esta especie ha sido identificada por su sinonimia con Leptolalax oshanensis por Ohler, Wollenberg, Grosjean, Hendrix, Vences, Ziegler & Dubois en 2011, donde fue colocada por Dubois en 1980. Sin embargo, como resultado del estudio de Ohler et al. 2, este taxón abarca dos especies:
- una primera que nos encontramos en Tailandia y Laos;
- un segundo que nos encontramos en el norte de Tailandia.[3]

## Publicación original
- Taylor, 1962 : The Amphibian Fauna of Thailand. University of Kansas Science Bulletin, vol. 43, n.º 8, p. 265-599[4]